# Porites okinawensis
Porites okinawensis är en korallart som beskrevs av Veron 1990. Porites okinawensis ingår i släktet Porites och familjen Poritidae. IUCN kategoriserar arten globalt som sårbar. Inga underarter finns listade i Catalogue of Life.